# Concistori di papa Innocenzo X

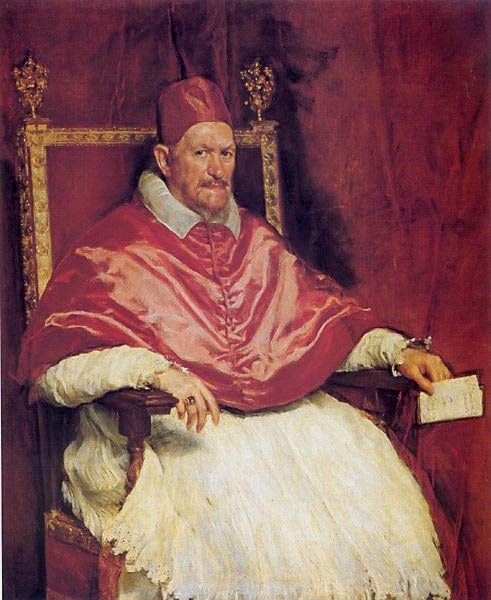
Papa Innocenzo X

Questa voce raccoglie l'elenco completo dei concistori per la creazione di nuovi cardinali presieduti da papa Innocenzo X, con l'indicazione di tutti i cardinali creati. Durante il suo pontificato, Innocenzo X ha creato 40 nuovi cardinali in 8 distinti concistori. I nomi sono posti in ordine di creazione.

## 14 novembre 1644 (I)
In questo concistoro vennero creati 4 cardinali:
- 1. Camillo Francesco Maria Pamphilj, nipote di Sua Santità; creato cardinale diacono di Santa Maria in Domnica; il 21 gennaio 1647 rinuncia al cardinalato per motivi matrimoniali (+ 26 luglio 1666)
- 2. Giovan Carlo de' Medici, fratello minore di Ferdinando II, granduca di Toscana; creato cardinale diacono di Santa Maria Nuova (+ 23 gennaio 1663)
- 3. Domenico Cecchini, uditore della Sacra Rota e datario apostolico; creato cardinale diacono (riservato in pectore, pubblicato nel concistoro del 6 marzo 1645, con la diaconia pro illa vice di San Sisto) (+ 1º maggio 1656)
- 4. Francesco Maria Farnese, fratello minore di Odoardo I, duca di Parma e Piacenza; creato cardinale diacono (riservato in pectore, pubblicato nel concistoro del 4 dicembre 1645) (+ 12 luglio 1647, senza essersi mai recato a Roma per ricevere la diaconia)

## 6 marzo 1645 (II)
In questo concistoro vennero creati 7 cardinali:
- 5. Niccolò Albergati-Ludovisi, arcivescovo di Bologna; creato cardinale presbitero di Sant'Agostino (+ 9 agosto 1687)
- 6. Tiberio Cenci, vescovo di Jesi; creato cardinale presbitero di San Callisto (+ febbraio 1653)
- 7. Pier Luigi Carafa, senior, vescovo di Tricarico; creato cardinale presbitero dei Santi Silvestro e Martino ai Monti (+ 15 febbraio 1655)
- 8. Orazio Giustiniani, C.Orat., vescovo di Nocera Umbra; creato cardinale presbitero di Sant'Onofrio (+ 25 luglio 1649)
- 9. Federico Sforza, protonotario apostolico, vice-legato pontificio ad Avignone; creato cardinale diacono dei Santi Vito, Modesto e Crescenzia (+ 26 maggio 1676)
- 10. Alderano Cybo-Malaspina, referendario dei Tribunali della Segnatura Apostolica di Giustizia e di Grazia; creato cardinale presbitero di Santa Pudenziana (+ 22 luglio 1700)
- 11. Benedetto Odescalchi, chierico della Camera Apostolica; creato cardinale diacono dei Santi Cosma e Damiano; poi eletto papa con il nome di Innocenzo XI il 21 settembre 1676 (+ 12 agosto 1689), beatificato il 7 ottobre 1956

## 28 maggio 1646 (III)
In questo concistoro venne creato un cardinale:
- 12. Jan Kazimierz Wazy, S.I., fratello minore di Ladislao IV, re di Polonia; cardinale diacono; rinuncia al cardinalato nel maggio 1648, per poter divenire il re di Polonia (Giovanni II Casimiro) (ratifica papale nel luglio dello stesso anno) (+ 16 dicembre 1672)

## 7 ottobre 1647 (IV)
In questo concistoro vennero creati 7 cardinali:
- 13. Fabrizio Savelli, arcivescovo di Salerno; creato cardinale presbitero di Sant'Agostino (+ 26 febbraio 1659)
- 14. Michel Mazarin, O.P., arcivescovo di Aix; creato cardinale presbitero di Santa Cecilia (+ 31 agosto 1648)
- 15. Francesco Cherubini, uditore della Camera Apostolica; creato cardinale presbitero di San Giovanni a Porta Latina (+ 21 aprile 1656)
- 16. Cristoforo Vidman, uditore della Camera Apostolica; creato cardinale diacono dei Santi Nereo e Achilleo (+ 30 settembre 1660)
- 17. Lorenzo Raggi, tesoriere generale della Camera Apostolica; creato cardinale diacono di Santa Maria in Domnica (+ 14 gennaio 1687)
- 18. Francesco Maidalchini, canonico capitolare della Basilica Vaticana; creato cardinale diacono di Sant'Adriano al Foro (+ 10 giugno 1700)
- 19. Antonio de Aragón-Córdoba-Cardona y Fernández de Córdoba; creato cardinale diacono (riservato in pectore, pubblicato nel concistoro del 14 marzo 1650) (+ 7 ottobre 1650, senza essersi mai recato a Roma per ricevere la diaconia)

## 19 settembre 1650 (V)
In questo concistoro venne creato un cardinale:
- 20. Camillo Astalli-(Pamphilj), futuro nipote di Sua Santità, chierico della Camera Apostolica; creato cardinale presbitero di San Pietro in Montorio (+ 21 dicembre 1663)

## 19 febbraio 1652 (VI)
In questo concistoro vennero creati 12 cardinali:
- 21. Jean-François-Paul de Gondi de Retz, arcivescovo titolare di Corinto, arcivescovo coadiutore di Parigi (Francia); creato cardinale presbitero di Santa Maria sopra Minerva (titolo ricevuto nel maggio 1655) (+ 24 agosto 1679)
- 22. Domingo Pimentel Zúñiga, O.P., arcivescovo di Siviglia; creato cardinale presbitero di San Silvestro in Capite (titolo ricevuto nel giugno 1653) (+ 2 dicembre 1653)
- 23. Fabio Chigi, vescovo emerito di Nardò, Segretario di Stato; creato cardinale presbitero di Santa Maria del Popolo; poi eletto papa con il nome di Alessandro VII il 7 aprile 1655 (+ 22 maggio 1667)
- 24. Giovanni Girolamo Lomellini, tesoriere generale della Camera Apostolica; creato cardinale presbitero di Sant'Onofrio (+ 4 aprile 1659)
- 25. Luigi Alessandro Omodei, protonotario apostolico, decano della Camera Apostolica; creato cardinale presbitero di Sant'Alessio (+ 26 aprile 1685)
- 26. Pietro Vito Ottoboni, uditore della Sacra Rota Romana; creato cardinale presbitero di San Salvatore in Lauro; poi eletto papa con il nome di Alessandro VIII il 6 ottobre 1689 (morto il 1º febbraio 1691)
- 27. Giacomo Corradi, uditore della Sacra Rota Romana; creato cardinale presbitero di Santa Maria in Traspontina (+ 17 gennaio 1666)
- 28. Marcello Santacroce, referendario dei Tribunali della Segnatura Apostolica di Giustizia e di Grazia; creato cardinale presbitero di Santo Stefano al Monte Celio (+ 19 dicembre 1674)
- 29. Baccio Aldobrandini, cameriere privato di Sua Santità; creato cardinale presbitero di Sant'Agnese in Agone (+ 21 gennaio 1665)
- 30. Federico d'Assia-Darmstadt, O.S.Io.Hieros., gran priore in Germania del suo Ordine; creato cardinale diacono di Santa Maria in Aquiro (diaconia ricevuta nel maggio 1655) (+ 19 febbraio 1682)
- 31. Lorenzo Imperiali, chierico della Camera Apostolica; cardinale presbitero (riservato in pectore, pubblicato nel concistoro del 2 marzo 1654 con il titolo di San Crisogono) (+ 21 settembre 1673)
- 32. Giberto III Borromeo, referendario dei Tribunali della Segnatura Apostolica di Giustizia e di Grazia; creato cardinale presbitero (riservato in pectore, pubblicato nel concistoro del 2 marzo 1654 con il titolo dei Santi Giovanni e Paolo) (+ 6 gennaio 1672)

## 23 giugno 1653 (VII)
In questo concistoro venne creato un cardinale:
- 33. Carlo Barberini, nipote di papa Urbano VIII, prefetto di Roma; creato cardinale diacono di San Cesareo in Palatio (+ 2 ottobre 1704)

## 2 marzo 1654 (VIII)
In questo concistoro vennero creati 7 cardinali:
- 34. Giambattista Spada, patriarca titolare di Costantinopoli dei Latini; creato cardinale presbitero di Santa Susanna (+ 23 gennaio 1675)
- 35. Prospero Caffarelli, uditore generale della Camera Apostolica; creato cardinale presbitero di San Callisto (+ 14 agosto 1659)
- 36. Francesco Albizzi, referendario dei Tribunali della Segnatura Apostolica, assessore della S.C. dell’Inquisizione; creato cardinale presbitero di Santa Maria in Via (+ 5 ottobre 1684)
- 37. Ottavio Acquaviva d'Aragona, junior, referendario dei Tribunali della Segnatura Apostolica di Giustizia e di Grazia; creato cardinale presbitero di San Bartolomeo all'Isola (+ 26 settembre 1674)
- 38. Carlo Pio di Savoia iuniore, tesoriere generale della Camera Apostolica; creato cardinale diacono di Santa Maria in Domnica (+ 13 febbraio 1689)
- 39. Carlo Gualterio, referendario dei Tribunali della Segnatura Apostolica di Giustizia e di Grazia; creato cardinale diacono di San Pancrazio fuori le mura (pro illa vice) (+ 1º gennaio 1673)
- 40. Decio Azzolini, junior, segretario per i Brevi ai Principi e segretario del Sacro Collegio; creato cardinale diacono di Sant'Adriano al Foro (+ 7 giugno 1689)

## Fonti
- (EN) Salvador Miranda, Innocent X, su fiu.edu – The Cardinals of the Holy Roman Church, Florida International University.